# Rhaetus kazumiae
Rhaetus kazumiae es una especie de coleóptero de la familia Lucanidae.

## Distribución geográfica
Habita en Kachin (Birmania).